# Wierzbica (Krzyżowice)
Wierzbica – przysiółek wsi Krzyżowice w Polsce, położony w województwie dolnośląskim, w powiecie wrocławskim, w gminie Kobierzyce. Leży na zachód od centrum Krzyżowic, wzdłuż ulicy Zacisze.
Dawniej Wierzbica stanowiła gromadę w gminie Gniechowice. W latach 1975–1998 miejscowość administracyjnie należała do województwa wrocławskiego.